# Climax (Michigan)
Climax é uma vila localizada no estado americano de Michigan, no Condado de Kalamazoo.

## Demografia
Segundo o censo americano de 2000, a sua população era de 791 habitantes.
Em 2006, foi estimada uma população de 742, um decréscimo de 49 (-6.2%).

## Geografia
De acordo com o United States Census Bureau tem uma área de
2,7 km², dos quais 2,7 km² cobertos por terra e 0,0 km² cobertos por água. Climax localiza-se a aproximadamente 294 m acima do nível do mar.

## Localidades na vizinhança
O diagrama seguinte representa as localidades num raio de 16 km ao redor de Climax.